# Knoten Nussdorf

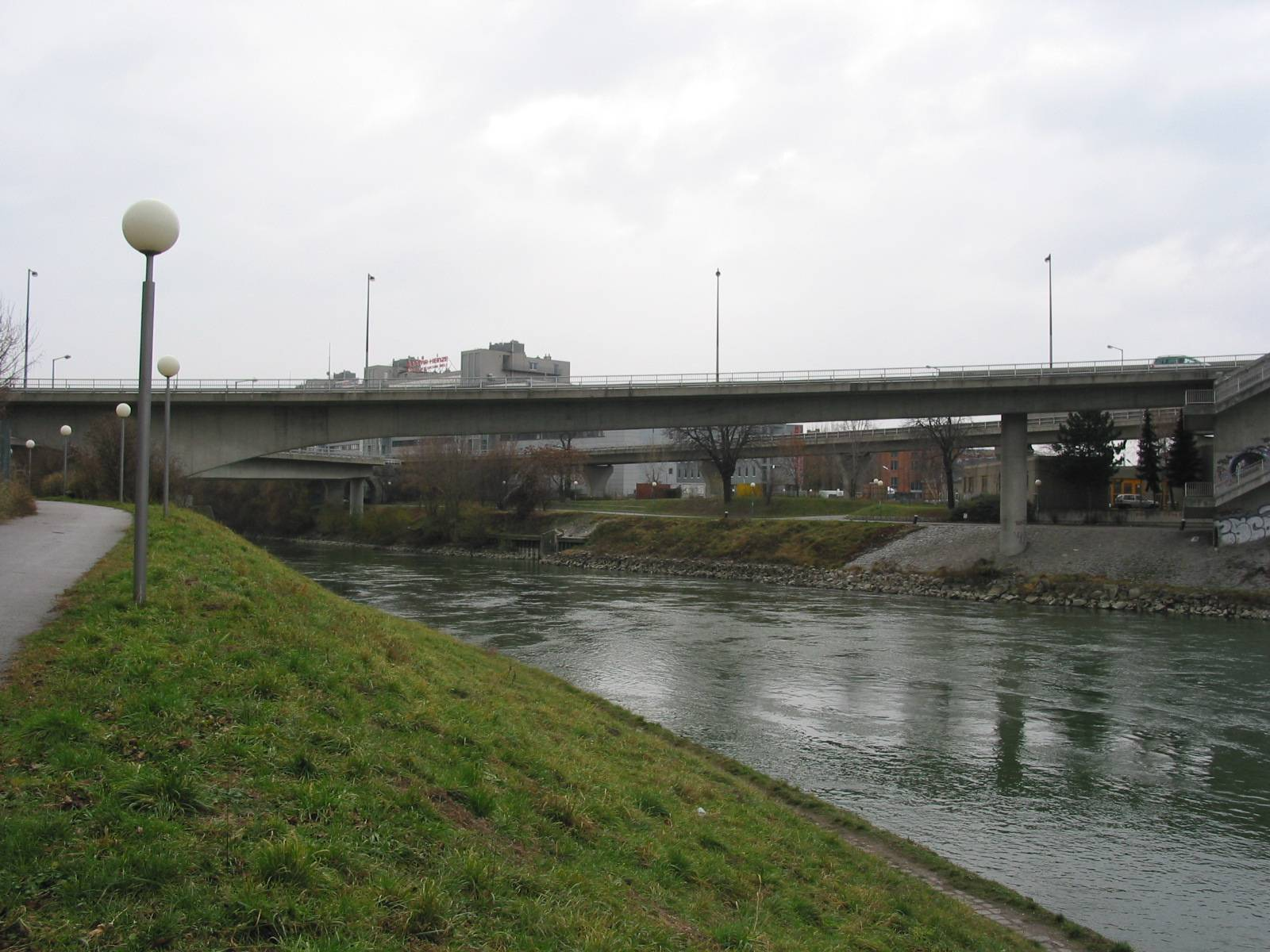
Zwei der vier Donaukanalbrücken des Knotens Nussdorf

Der Knoten Nussdorf ist ein 1981 errichtetes, sich auf 500 m Flussstrecke ausbreitendes, vierteiliges Brückenbauwerk über den Donaukanal in der Nähe der Stadtteile Nussdorf und Heiligenstadt im Norden Wiens. Er verbindet für den motorisierten Individualverkehr wichtige Verkehrsströme und schließt direkt an das westliche Ende der autobahnmäßig ausgebauten Nordbrücke an. An einzelnen Brücken befinden sich neben der Fahrbahn auch öffentliche Fußwege, die teilweise nur über Stiegenanlagen erreichbar sind. Der Knoten liegt in den Bezirken 19 und 20. 

## Verkehrsrelationen
Der Knoten verknüpft (im Uhrzeigersinn) folgende Relationen:
- B 14 von Wien Heiligenstadt nach Tulln am rechten Donauufer
- A 22 Nordbrücke über die Donau zur Donauuferautobahn am linken Stromufer (21. Bezirk)
- B 14 auf dem Handelskai vom Knoten Nussdorf, das rechte Donauufer entlang, südwärts bis zur Freudenauer Hafenbrücke (2. / 11. Bezirk) und über diese zu B 225 bzw. B 10 (Simmeringer Hauptstraße)
- B 227, Brigittenauer Lände am Donaukanal, Fahrtrichtung Norden
- B 227, Nussdorfer Lände am Donaukanal, Fahrtrichtung Süden

Von den vier Brücken über den Donaukanal wurde die Verbindung zwischen Nordbrücke und Nussdorfer Lände mit dem Namen Nussdorfer Brücke versehen. Zwischen den vier Brücken befindet sich für Fußgänger und Radfahrer der Nussdorfer Steg (19. / 20. Bezirk). Bautechnisch interessant sind die Brücken vor allem wegen ihrer oft extremen Bogenlagen bei Spannweiten bis zu 70 Meter. Ohne die Nussdorfer Brücke besitzt der Knoten eine Verkehrsfläche von rund 54.000 Quadratmeter.

## Umgebung
Der Knoten umrahmt die am Donaukanal gelegene Schiffsbautechnische Versuchsanstalt und befindet sich im Westen in geringer Entfernung vom Bahnhof Wien-Heiligenstadt der Franz-Josefs-Bahn (mit S 40), der Vorortelinie (S 45) und der Wiener U-Bahn (U4). Östlich schließt der von der S45 durchfahrene Frachtenbahnhof Brigittenau der Donauuferbahn an. Derzeit besteht im Süden zudem noch die Zufahrt zum vor der Stilllegung stehenden Nordwestbahnhof. 
Vor allem aus Platzgründen führt die nach Klosterneuburg führende frühere Bundesstraße 14 (straßenbaurechtlich Klosterneuburger Straße genannt, ein in der Allgemeinheit in Wien wegen Verwechslungsgefahr mit einer Brigittenauer Hauptstraße nicht verwendeter Begriff) nördlich des Knotens Nussdorf in Hochlage nur wenige Meter am unter Denkmalschutz stehenden Nussdorfer Wehr vorbei, dessen Gesamteindruck darunter schwer leidet.